# إجهاد جراحي
الإجهاد الجراحي (بالإنجليزية: Surgical stress) هو الاستجابة الجهازية للإصابة الجراحية ويتميز بتنشيط الجهاز العصبي الودي، واستجابات الغدد الصماء بالإضافة إلى التغيرات المناعية والدموية. يستخدم قياس الإجهاد الجراحي في التخدير وعلم وظائف الأعضاء والجراحة.
يمكن استخدام تحليل استجابة الضغط الجراحي لتقييم التقنيات الجراحية ومقارنات بروتوكولات التخدير المختلفة، علاوة على ذلك، يمكن إجراؤها في فترة ما بعد الجراحة أو أثناء العملية، إذا كان هناك خيار بين تقنيات مختلفة لإجراء جراحي، فإن إحدى طرق تقييم التقنيات الجراحية ومقارنتها هي إخضاع مجموعة واحدة من المرضى لتقنية واحدة، والمجموعة الأخرى من المرضى لتقنية أخرى، وبعد ذلك تسببت استجابات الإجهاد الجراحية من خلال مقارنة الإجراءات في غياب أي اختلاف آخر، تعتبر التقنية ذات الاستجابة الأقل إجهاد جراحي هي الأفضل للمريض.
وبالمثل، يمكن أن تخضع مجموعة من المرضى لعملية جراحية حيث يتم استخدام بروتوكول تخدير واحد، وتخضع مجموعة أخرى من المرضى لنفس الإجراء الجراحي ولكن باستخدام بروتوكول تخدير مختلف، يعتبر بروتوكول التخدير الذي ينتج عنه أقل استجابة للضغط هو الأنسب لتلك العملية الجراحية.
يُنظر أو يُفترض عمومًا أن الجراحة الأكثر توغلًا، مع صدمة الأنسجة الواسعة والمحفزات الضارة، تؤدي إلى استجابة ضغط أكبر.
ومع ذلك، قد تؤثر مدة الجراحة على الاستجابة للضغط مما قد يجعل من الصعب مقارنة الإجراءات التي تختلف في الوقت.

## الطرق
ومن الأمثلة على المعلمات المستخدمة: ضغط الدم، ومعدل ضربات القلب، وتقلب معدل ضربات القلب، وتصوير الدم الضوئي، وتوصيل الجلد بشكل أساسي، تقياس المعلمات الفسيولوجية من أجل تقييم النغمة الودية كمقياس بديل للإجهادن يمكن أيضًا استخدام المراقبة الفسيولوجية العصبية أثناء العملية، من الأمثلة على المؤشرات الحيوية شائعة الاستخدام: الأدرينالين والكورتيزول والإنترلوكين والنورأدرينالين والفازوبريسين.

## التاريخ
لوحظ فقدان النيتروجين (اليوريا) بالفعل في الثلاثينيات من القرن الماضي في مرضى الكسور من قبل الطبيب الإسكتلندي ديفيد كوثبرتسون. لم يكن سبب الاستجابة التقويضية للمرضى مفهومة في ذلك الوقت، ولكن تحول الانتباه لاحقًا إلى رد فعل الإجهاد الناتج عن الجراحة. يُعتقد أن الخلفية التطورية هي أن الحيوان المصاب يزيد من فرصته في البقاء على قيد الحياة باستخدام احتياطيات الطاقة المخزنة، وبالتالي فإن رد فعل الإجهاد يبدأ حالة تقويضية عن طريق زيادة إطلاق هرمونات تقويضية، بالإضافة إلى ذلك يتم افراز الهرمونات المثبطة للمناعة في مريض الجراحة، يعتبر رد فعل الإجهاد ضارًا لالتئام الجروح ومع ذلك أدى الإجهاد الجراحي إلى خفض معدل الوفيات من صدمة التسمم الداخلي. اليوم يهدف تطوير التقنيات الجراحية الجديدة وبروتوكولات التخدير إلى تقليل رد فعل الإجهاد الجراحي.